# Gare d’Arc-et-Senans
Gare d’Arc-et-Senans – stacja kolejowa w Arc-et-Senans, w departamencie Doubs, w regionie Burgundia-Franche-Comté, we Francji.
Jest stacją Société nationale des chemins de fer français (SNCF), obsługiwaną przez pociągi TER Franche-Comté.